# チャズ・パルミンテリ
チャズ・パルミンテリ（Chazz Palminteri, 本名: Calogero Lorenzo Palminteri、1952年5月15日 - ）は、アメリカ合衆国出身の俳優、脚本家、プロデューサー。1994年の映画『ブロードウェイと銃弾』でアカデミー助演男優賞にノミネートされ、1993年の自身の戯曲の映画化『ブロンクス物語』、1995年の映画『ユージュアル・サスペクツ』デヴィット・クイヤン捜査官役、1999年の映画『アナライズ・ミー』プリモ・シンドーネ役、2009年のドラマ『モダン・ファミリー』ショーティ役で知られる。

## 生い立ち
1952年5月15日、ニューヨークのブロンクス区にて、バス運転手ロレンツォ・パルミンテリと専業主婦ローズのもとに生まれ、ベルモントで育った。両親はイタリア及びシチリア系。
一家はシチリアのアグリジェントのメンフィからの移民の家系で、姓「パルミンテリ」はシチリアを起源としている。1908年、祖父母カロジェロ・パルミンテリとローザ・ボンファンテが結婚し、1910年に渡米したのである。
俳優として芽が出る前、ドルフ・ラングレンと共に非正規雇用の警備員とオフ・ブロードウエイでの俳優業を掛け持っていた。勤務していたバーにてタレント・エージェントのスウィフティ・レイザーの入場を断ったことで解雇され、自伝的一人芝居『ブロンクス物語』を執筆した。1988年、に自分で脚本を書いた一人芝居『ブロンクス物語』が評判になり、1993年にロバート・デ・ニーロが改訂および監督した映画『ブロンクス物語』が公開された。

## 経歴
リー・ストラスバーグのもとで演技を学んだ。

### 映画
2004年には『NOEL ノエル』（2005年12月日本公開）で監督としてデビューした。

### 舞台

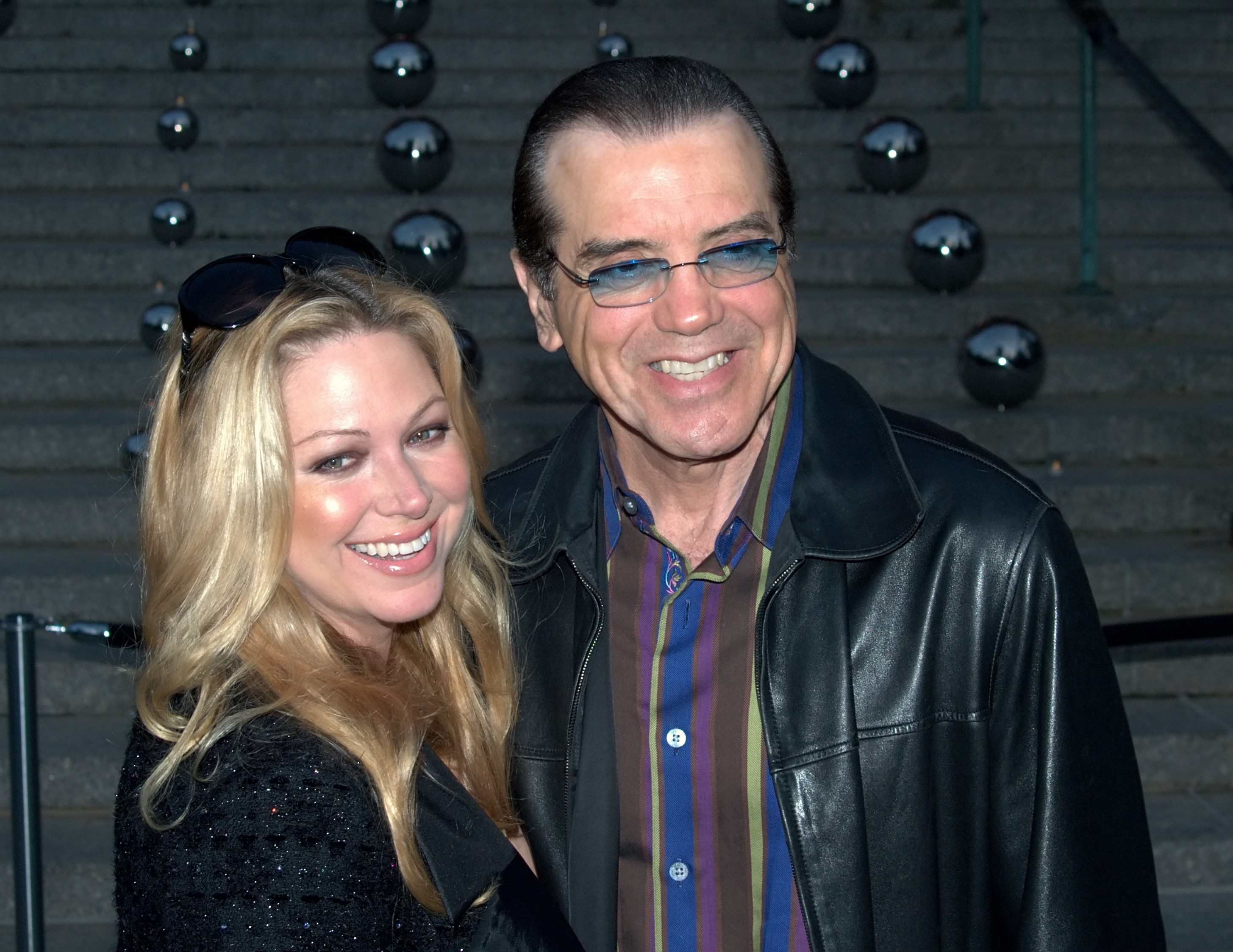
2010年、ニューヨークにて妻ジャンナ・ラナウドと共に

1989年、ロサンゼルスにあるシアター・ウエストにて自伝的一人芝居『ブロンクス物語』を初演し、オフ・ブロードウェイにあるプレイハウス91で2ヶ月間上演された。パルミンテリはブロンクス区での子供時代を大まかに基にして脚本化し、18のキャラクターを一人で演じた。ロバート・デ・ニーロがこの舞台を観劇し、映画化『ブロンクス物語』で監督デビューしパルミンテリと共演した。
2008年、ブロードウェイにあるウォルター・カー・シアターにて10月4日に『ブロンクス物語』プレビュー公演が、10月25日に本公演が開幕し、18週間上演された。ジェリー・ザクスが演出、ジョン・グロマダが音楽を担当した。
2014年、ケニー・ダキラ脚本『Unorganized Crime 』でダキラの敵役を演じた。パルミンテリはデ・ニーロに映画出演の機会を与えてくれたことに常に感謝しており、デ・ニーロに敬意を表しダキラのマフィア作品に出演することにした。
2018年5月、ミュージカル化作品『ブロンクス物語』に出演した。

## 主な出演作品

### 映画
| 公開年 | 邦題 原題                                                 | 役名                       | 備考                                            |
| ------ | --------------------------------------------------------- | -------------------------- | ----------------------------------------------- |
| 1991   | オスカー Oscar                                            | コニー                     |                                                 |
| 1992   | イノセント・ブラッド Innocent Blood                       | トニー                     |                                                 |
| 1993   | ブロンクス物語/愛につつまれた街 A Bronx Tale              | ソニー                     | 脚本・出演                                      |
| 1994   | ブロードウェイと銃弾 Bullets Over Broadway                | チーチ                     | インディペンデント・スピリット賞助演男優賞 受賞 |
| 1995   | ユージュアル・サスペクツ The Usual Suspects               | デヴィッド・クイヤン       |                                                 |
| 1995   | 太陽に抱かれて The Perez Family                           | ジョン・ピレリ             |                                                 |
| 1995   | 甘い囁き The Last Word                                    | リッキー                   |                                                 |
| 1995   | ジェイド Jade                                             | マット・ギャヴィン         |                                                 |
| 1996   | 悪魔のような女 Diabolique                                 | ガイ・バラン               |                                                 |
| 1996   | 狼たちの街 Mulholland Falls                               | エラニー・クーリッジ       |                                                 |
| 1998   | 秘密処刑官 Scar City                                      | デヴォン                   |                                                 |
| 1998   | キャスティング・ディレクター Hurlyburly                   | フィル                     |                                                 |
| 1999   | アナライズ・ミー Analyze This                             | プリモ・シンドーネ         |                                                 |
| 1999   | ファルコーネ マフィア大捜査線 Excellent Cadavers          | ジョヴァンニ・ファルコーネ | テレビ映画                                      |
| 1999   | スチュアート・リトル Stuart Little                        | スモーキー                 | 声の出演                                        |
| 2001   | 天国からきたチャンピオン 2002 Down to Earth               | キング                     |                                                 |
| 2001   | ドン・カステラーノ/N.Y.の帝王 Boss of Bosses              | ポール・カステラーノ       |                                                 |
| 2004   | NOEL ノエル Noel                                          | アリゾナ                   | 監督・出演                                      |
| 2005   | ワン・ラスト・ライド One Last Ride                        | トウィート                 |                                                 |
| 2005   | イン・ザ・ミックス In the Mix                             | フランク                   |                                                 |
| 2005   | リトル・レッド レシピ泥棒は誰だ!? Hoodwinked!             | ウールマーク               | アニメ、声の出演                                |
| 2006   | シティ・オブ・ドッグス A Guide to Recognizing Your Saints | モンティ                   |                                                 |
| 2006   | ワイルド・バレット Running Scared                         | ライデル刑事               |                                                 |
| 2006   | 最凶赤ちゃん計画 LiTTLEMAN                                | ウォーケン                 |                                                 |
| 2006   | アーサーとミニモイの不思議な国 Arthur et les Minimoys     | トラベル・エージェント     | 声の出演                                        |
| 2007   | ボディ・アーマー Body Armour                              | リー・マックスウェル       |                                                 |

### テレビシリーズ
| 放映年    | 邦題 原題                                              | 役名                         | 備考              |
| --------- | ------------------------------------------------------ | ---------------------------- | ----------------- |
| 1999      | OZ/オズ OZ                                             | -                            | 1エピソードを監督 |
| 2005      | Kojak                                                  | フランク・マクニール         | 5エピソード       |
| 2010-2012 | リゾーリ&アイルズ ヒロインたちの捜査線 Rizzoli & Isles | フランキー・リゾーリ・シニア | 6エピソード       |
| 2010-2012 | モダン・ファミリー Modern Family                       | ショーティ                   | 3エピソード       |

### 舞台

#### ブロードウェイ
- 2007年 – ブロンクス物語 A Bronx Tale – 出演
- 2013年 – Human – 出演、脚本
- 2016年 – ブロンクス物語 A Bronx Tale – 脚本、出演

#### オフ・ブロードウェイ
- 1989 – ブロンクス物語 A Bronx Tale – 脚本、出演
- 2002 – The Resistible Rise of Arturo Ui – エルンスト・レーム役